# Personbibliografi
En personbibliografi er en bibliografi over en person, især en forfatter.

## Eksempler
- Dea Trier Mørch – en bibliografi / Hanne Hørl Hansen & Anne Kathrine Skibelund. 1988. 135 s. (Studier fra Danmarks Biblioteksskole)
- St.St.Blicher. En bibliografi / Anne Marie Gjedde Jørgensen m.fl. – Udgivet af Blicher-Selskabet og Danmarks Biblioteksskole, 1993